# Cornucalanus robustus
Cornucalanus robustus is een eenoogkreeftjessoort uit de familie van de Phaennidae. De wetenschappelijke naam van de soort is voor het eerst geldig gepubliceerd in 1957 door Vervoort.